# Franklin Edson
Franklin Edson, född 5 april 1832 i Chester i Vermont, död 24 september 1904 i New York, var en amerikansk politiker (demokrat). Han var New Yorks borgmästare 1883–1884.
Edson Avenue i Wakefield i Bronx har uppkallats efter Franklin Edson. Det finns ett antal gator uppkallade efter New Yorks borgmästare i grannskapet.